# Воронцов, Павел Ильич
Павел Ильич Воронцов (10 января 1871, Оренбургская губерния — после 1921) — войсковой старшина, командир первой сотни, третий помощник командира 17-го Оренбургского казачьего полка, назначен помощником командира 15-го Оренбургского казачьего полка, обладатель Георгиевского оружия.

## Биография
Родился 10 января 1871 года. Сын есаула Ильи Андреевича Воронцова и Евдокии Яковлевны (девичья фамилия Дмитриева, дочь казака Кумакского отряда (станица Кумакская). Данные о месте рождения Павла рознятся: по некоторым сведения он появился на свет в станице Новоорская первого военного отдела Оренбургского казачьего войска (сегодня — Новоорск), по другим — в станице Таналыкская Орского уезда Оренбургской губернии.
В 1913 году отставной есаул Илья Андреевич, его вторая жена Мария Фёдоровна, его сын Павел Ильич и жена Павла Ильича Ольга, согласно поданной просьбе, журнальным постановлением войскового хозяйственного правления были перечислены из посёлка Кумакского в посёлок Орский Ново-Орской станицы с земельным наделом из дач Орского посёлка. Воронцов окончил Оренбургскую военную прогимназию, а затем поступил в Оренбургское казачье юнкерское училище, из которого выпустился по второму разряду.
Приступил к воинской службе 15 октября 1888 года. Получил чин хорунжего 17 июля 1894 года, сотника — 1 июля 1899 (со старшинством годом ранее), подъесаула — в ту же дату 1903 (и тоже со старшинством на год ранее). Стал есаулом 23 января 1914 года, причём со старшинством с 1906 года. Дослужился до войскового старшины уже в годы Первой мировой войны, в феврале 1916 года.
В 1894 году служил во 2-м Оренбургском казачьем полку — в этом же полку он находился и в период с 1901 по февраль 1914 года. Полк был расквартирован в Варшаве. На 1912 год в чине подъесаула являлся командиром 4-й сотни, с 1 февраля 1914 года был на льготе. Во время Великой войны являлся командиром первой сотни 17-го Оренбургского казачьего полка, формировавшегося из казаков Челябинского уезда. В этом полку он также исполнял дела заведующего хозяйством. По мнению командира 17-го полка «имел хороший служебный опыт». В 1916 году был награждён Георгиевским оружием «за то, что 27 августа 1914 года у деревни Тарнавка [на территории Австро-Венгрии] во время конной атаки окопов противника, занятых силами около трёх рот пехоты, находясь с сотней на первой линии полковой лавы [атакующей конной массы] и подавая личный пример, прошёл под огнём противника два ряда окопов, уничтожил около роты [австрийской] пехоты, а остальные загнал в болото, причем в плен сдался один офицер и тринадцать нижних чинов».
Уже после Февральской революции, в мае 1917 года, войсковой старшина Воронцов стал помощником командира полка по хозяйственной части. 17 мая он был назначен помощником командира в другой, 15-й Оренбургский казачий полк. По некоторым данным, на заключительном этапе Гражданской войны состоял интендантом отряда генерала А. С. Бакича в Западном Китае (1920—1921).

## Награды
- Орден Святого Станислава 3 степени с мечами и бантом[3]
- Орден Святой Анны 3 степени с мечами и бантом[3]
- Орден Святого Станислава 2 степени с мечами (1907)[3]
- Орден Святой Анны 2 степени с мечами[3]
- Георгиевское оружие (1916)[5][1][6]